# Rhinogobius reticulatus
Rhinogobius reticulatus és una espècie de peix de la família dels gòbids i de l'ordre dels perciformes.

## Morfologia
- Nombre de vèrtebres: 26-27.[4]

## Hàbitat
És un peix d'aigua dolça, de clima tropical i demersal.

## Distribució geogràfica
Es troba a Àsia: Fujian (la Xina).

## Observacions
És inofensiu per als humans.